# Tim Scheidig
Tim Scheidig (* 18. Oktober 1989 in Fürth) ist ein deutscher Maskenbildner.

## Leben
Scheidig machte sich nach seiner Schulzeit selbstständig und führte unter anderem mehrere Jahre eine Videothek in Erlangen, gab Workshops für Persönlichkeitsentwicklung und ist seit seinem Abschluss zum staatlich anerkannten Maskenbildner beim Film tätig (vor allem in den Bereichen Special Effects). Sein Studio befindet sich in Neckarwestheim. Für seine maskenbildnerische Arbeit an Die beste aller Welten (2017) und Der Fuchs (2022) wurde er je für den Österreichischen Filmpreis nominiert.
Tim Scheidig wirkt auch an Werbespots, Kurzfilmen, Musikvideos, Dokumentarfilmen, sowie Experimentalfilmen mit und arbeitet seit 2018 als Gastdozent an der Filmakademie Baden-Württemberg.

## Filmografie (Auswahl)
- 2015: Herzensbrecher (Fernsehserie, 1 Folge)
- 2016: Angriff der Lederhosenzombies (Kinofilm – Zusatzmaske)
- 2017: Am Tag die Sterne (Spielfilm – Chefmaske)
- 2017: Endzeit – Ever after (Kinofilm – Zusatzmaske)
- 2017: Schwimmen[2] (Kinofilm – Zusatzmaske)
- 2017: Die beste aller Welten (Spielfilm – Chefmaske)
- 2018: Abgeschnitten (Kinofilm – Zusatzmaske)
- 2018: SOKO Stuttgart (Fernsehserie, 1 Folge)
- 2018: Verlorene (Spielfilm)
- 2018: Die Vergesslichkeit der Eichhörnchen (Kinofilm – Zusatzmaske)
- 2018: Manche lernen´s nie (Kinofilm – Zusatzmaske)
- 2018: Berlin Alexanderplatz (Kinofilm – Zusatzmaske)
- 2018: Hexenjagd (Dokumentarfilm)
- 2018: Cunningham 3D (Kinofilm – Zusatzmaske)
- 2018: Segundo Tempo / Zweite Halbzeit (Kinofilm – 2. Maske)
- 2019: Trümmer der Erinnerung (Kinofilm – Chefmaske)[3]
- 2019: König der Raben (Kinofilm – 2. Maske)
- 2019: Devier – Abweichen (Mittellanger Spielfilm – Chefmaske)
- 2019: Die Geschichte des Trümmermädchens Charlotte Schumann[4] (Kinofilm – SFX Supervisor)
- 2019: Unbekannte Helden[5] (Dokumentation für einen Drehblock)
- 2019: Virginia[6] (Dokumentation)
- 2020: Das schwarze Quadrat[7] (Kinofilm - Chefmaske)
- 2020: Märzengrund[8] (Kinofilm - Chefmaske)
- 2020: WaPo Bodensee (Serie - Zusatzmaske)
- 2020: Verstehen Sie Spaß? (eine Folge)
- 2020: 1,2 oder 3 (Sonderausgabe als Maskenbildner)
- 2021: Operation White Christmas (Kinofilm)[9]
- 2021: Der Fuchs (Kinofilm - Chefmaske)[10]
- 2021: Sommer auf drei Rädern (Spielfilm - Chefmaske)[11]
- 2022: Rickerl (Kinofilm - Chefmaske)
- 2023: Love Sucks (Serie - Staffel 1)
- 2024: Vier minus drei (Kinofilm - Chefmaske)

## Auszeichnungen
- 2016: Best SFX Make Up Angriff der Lederhosenzombies Fright Night Theatre Filmfestival
- 2016: Best SFX Fantaspoa Brazil 2016 – Angriff der Lederhosenzombies. Auftrag von Chris Creatures
- 2016: BEST FX MAKEUP – FNTFF 2016 Canada – Angriff der Lederhosenzombies. Auftrag von Chris Creatures
- 2018: nominiert für Die beste aller Welten für den Österreichischen Filmpreis als „Beste Maske“
- 2018: nominiert für „Best Make-up and FX“ für Die beste aller Welten auf dem KGFC Festival in New York City
- 2019: First Prize NYF Advertising Awards Student Trophy for "Calvin Klein - Love"
- 2023: nominiert für "Der Fuchs" für den Österreichischen Filmpreis als "Beste Maske"

## Belege
1. ↑  Tim Scheidig bei newcomer-lb.de
2. ↑  Tim Scheidig im Lexikon des internationalen Films
3. ↑  Trümmer der Erinnerung  bei crew united, abgerufen am 16. März 2021.
4. ↑  Die Geschichte des Trümmermädchens Charlotte Schumann  bei crew united, abgerufen am 5. März 2021.
5. ↑  Unbekannte Helden bei avmedien.com
6. ↑  Virginia bei 2010entertainment.at
7. ↑  Das schwarze Quadrat  bei crew united, abgerufen am 5. März 2021.
8. ↑  Märzengrund bei metafilm.at
9. ↑  Operation White Christmas – Full Cast & Crew. In: Internet Movie Database. Abgerufen am 24. April 2021.
10. ↑  Der Fuchs. In: Internet Movie Database. Abgerufen am 24. April 2021.
11. ↑  Giganten Film: Sommer auf drei Rädern. In: Giganten Film. Abgerufen am 18. Juli 2022 (deutsch).

| Personendaten    | Personendaten           |
| ---------------- | ----------------------- |
| NAME             | Scheidig, Tim           |
| KURZBESCHREIBUNG | deutscher Maskenbildner |
| GEBURTSDATUM     | 18. Oktober 1989        |
| GEBURTSORT       | Fürth                   |